# Comuna Deljiler, Tatarbunar
Deljiler (în ucraineană Дмитрівка, transliterat: Dmîtrivka) este o comună în raionul Tatarbunar, regiunea Odesa, Ucraina, formată din satele Alexandrovca Nouă și Deljiler (reședința).

## Demografie
Componența lingvistică a comunei Deljiler
     Bulgară (92,87%)
     Rusă (3,32%)
     Ucraineană (3,23%)
     Alte limbi (0,48%)
Conform recensământului din 2001, majoritatea populației comunei Deljiler era vorbitoare de bulgară (92,87%), existând în minoritate și vorbitori de rusă (3,32%) și ucraineană (3,23%).